# Christiansfeld Kommune
| Basisdaten         | Basisdaten                         |
| ------------------ | ---------------------------------- |
| Fläche             | 211,37 km² (2006)                  |
| Einwohner          | 9.587 (2006)                       |
| Verwaltungssitz    | Christiansfeld                     |
| Kommunen seit 2007 | Kolding Kommune, Haderslev Kommune |

Christiansfeld Kommune war eine Kommune in Sønderjyllands Amt (Nordschleswig) in Dänemark. Sie entstand im Zuge der Verwaltungsreform 1970 durch Zusammenlegung des Fleckens Christiansfeld und der Landgemeinden Aller, Bjerning, Fjelstrup, Frørup (deutsch: Frörup), Hejls (deutsch: Heils), Hjerndrup, Stepping, Taps, Tyrstrup und Vejstrup.
Obwohl das Gebiet Teil des Herzogtums Schleswig war, forcierte der Kommunalrat gleich nach Bekanntwerden der Pläne zur Kommunalreform 2002 den Anschluss nach Norden an die Kolding Kommune, dem wegen seiner seit dem Bau der Brücken über den Großen Belt und den Öresund verkehrsgünstigen Lage weiterer wirtschaftlicher Aufschwung prophezeit wird. In mehreren Gemeinden regte sich dagegen Protest, und es kam zu Volksabstimmungen. Die drei südlichen Gemeinden Hjerndrup, Fjelstrup und Bjerning stimmten mehrheitlich für eine Verbindung mit Haderslev (deutsch: Hadersleben) und gehören seit der Kommunalreform 2007 zur neuen Großkommune Haderslev.